# Кирковский, Валерий Васильевич
Валерий Васильевич Кирковский (14 января 1949, Радошковичи, Минская область — 11 марта 2020) — белорусский хирург и детоксиколог, доктор медицинских наук (1996), профессор (1998).

## Биография
Окончил в 1977 году Минский государственный медицинский институт (МГМИ) по специальности «лечебное дело».
По окончании МГМИ работал в 9-й городской клинической больнице Минска в качестве врача-хирурга лаборатории гемосорбции (1978-80), заведующего лабораторией гемолимфосорбции (1980—85), старшего научного сотрудника лаборатории гемо- и лимфосорбции Центральной научно-исследовательской лаборатории МГМИ (1985-89), заведующего лабораторией гемо- и лимфорсорбции ЦНИЛ МГМИ (1989—2001).
С 2001 года — заведующий отделением экстракорпоральных методов детоксикации 9-й городской клинической больницы Минска.

## Научная деятельность
Под руководством и при непосредственном участии В. В. Кирковского созданы новый класс селективных гемосорбентов «Овосорб» для избирательного извлечения из крови сериновых протеиназ, биоспецифический анти-IgE гемосорбент, предназначенный для избирательного удаления иммуноглобулина Е из крови, плазмы и других биологических жидкостей, биоспецифический гемосорбент «Липосорб» для удаления из крови, плазмы и других биологических жидкостей токсинов грамотрицательной флоры, детоксикационные повязки и тампоны, разработаны образцы новой аппаратуры для детоксикации и одноразовые магистрали к ней, дренажно-сорбционные устройства, многопросветные зонды для декомпрессионно-санационного воздействия на различные отделы кишечника, аппаратура для получения гипохлорита натрия.
Наряду с большой научной, занимался лечебно-консультативной, а также учебно-педагогической работой в процессе проведения регулярных курсов информации и стажировки с врачами-курсантами.
Под его руководством выполнены и защищены 4 докторских и 21 кандидатская диссертация. Опубликовал около 550 материалов, 100 из которых вышло в журналах, более 30 — за рубежом. Издал четыре монографии, а также книгу стихов на белорусском языке «Сказ пра наш час».

## Монографии
- В. В. Кирковский. Детоксикационная терапия при перитоните. — Минск: Полифакт-Альфа, 1997. ISBN 5-7815-1877-0
- Ю. Б. Мартов, С. Г. Подолинский, В. В. Кирковский, А. Т. Щастный. Распространенный перитонит. — М.: Триада-Х. 1998. ISBN 5-86021-027-2
- Ю. Б. Мартов, В. В. Кирковский, В. Ю. Мартов. Острый деструктивный панкреатит. — М.: Медицинская литература, 2001. ISBN 5-89677-023-5
- В. В. Кирковский. Физико-химические методы коррекции гомеостаза. — М.: Русский врач, 2012.

## Патенты
- Патенты В. В. Кирковского